# Louis Lareng
Louis Lareng, né le 8 avril 1923 à Ayzac-Ost (Hautes-Pyrénées) et mort le 3 novembre 2019 à Toulouse (Haute-Garonne), est un professeur agrégé de médecine spécialiste en anesthésie réanimation et homme politique français. 
Il est le fondateur du service d'aide médicale urgente (SAMU) avec le docteur Madeleine Bertrand.

## Biographie
Le service du SAMU fait son apparition pour la première fois sous cette appellation dans un compte rendu de commission administrative des hôpitaux de Toulouse en 1968.
Il sera officialisé en 1986 lorsque Louis Lareng en tant que député fera adopter la loi « Lareng ».
Il a étudié à la faculté de médecine de Toulouse, et longtemps exercé à l'Hôpital de Purpan.
Il est aussi président de la société européenne de télémédecine et e-S@nté, et membre du comité exécutif de la société internationale de télémédecine.
Il fut également président de la Fédération nationale de protection civile pendant 18 ans (1991 à 2009) et a présidé l'association départementale de protection civile de Haute-Garonne.

## Médecine
(novembre 2019).
- Licencié en sciences biologiques en 1953.
- Docteur en médecine depuis 1955.
- Professeur d'anesthésie réanimation depuis 1961.
- Fondateur du SAMU en 1967.
- Président de l'université Paul-Sabatier de 1970 à 1976.
- Médecin expert près la Cour d'appel de Toulouse.
- Médecin expert près la Cour de cassation.

## Mandats politiques
(novembre 2019).
- Conseiller municipal d'Ayzac-Ost en 1951.
- Maire d'Ayzac-Ost de 1965 à 1977.
- Conseiller municipal de Toulouse de 1983 à 1995.
- Député de la 3e circonscription de la Haute-Garonne de 1981 à 1986 (groupe socialiste).
- Conseiller régional de Midi-Pyrénées de 1986 à 1992[2],[1] (groupe socialiste).

## Décorations
- 1969 :  Officier de l'ordre national du Mérite
- 1976 :  Commandeur de l'ordre des Palmes académiques
- 2016 :  Grand officier de la Légion d'honneur[4].
- 2011 : Grand prix (en) Health Information Technologies Paris
- 2012 : Médaille échelon Grand or de la Protection civile[5].
- étoile européenne du dévouement civil et militaire

## Œuvres
- Étude d'une méthode de dosage des substances antidiurétiques dans le sérum sanguin, 1955
- (avec Guy Vourc'h et J. Monnier), Les drogues nouvelles en anesthésie et en réanimation, Éditions Bussière, 1965
- (avec Christian Virenque), L'assistance médicale d'urgence, Éditions du CRDP, 1971
- (avec Roxane Azaïs Alran), Contribution à l'étude de la maladie de Madelung, Éditions Robilliard, 1975
- (avec Jean Bergraser-Beraf), Aide médicale en mer : place du centre de consultation médicale maritime, Éditions Publisher, 1986
- (avec Michel Burlet), Batailles pour le SAMU, Éditions Milan, 1995

## Hommages
- Le bâtiment abritant le SAMU 31 à l'hôpital Purpan de Toulouse et qui fut inauguré le 7 octobre 2008 s'appelle « Pavillon Louis Lareng »[6].
- Le bâtiment d'accueil et d'information de l'université Paul-Sabatier à Toulouse s'appelle « Forum Louis Lareng »[7].
- Le 30 mars 2013, la chaîne France 3 Midi-Pyrénées diffusa un documentaire hommage intitulé Louis Lareng, 40 ans au pied de l'arbre[8].
- La promotion 2020-2021 des élèves directeurs d'hôpital en formation à l'EHESP a pris le nom de Louis Lareng.
- Une des stations du Téléo, le téléphérique urbain de Toulouse, porte le nom de Hôpital Rangueil - Louis Lareng. Elle a été inaugurée le 13 mai 2022.